# Мартинш, Карлуш
Ка́рлуш Жо́рже Не́ту Марти́нш (порт. Carlos Martins; 29 апреля 1982, Коимбра, Португалия) — португальский футболист, полузащитник. Выступал в сборной Португалии.

## Карьера
В 2003 году дебютировал в составе лиссабонского «Спортинга». После 4 сезонов в Португалии отправился в Испанию, подписав контракт с клубом «Рекреативо». Мартинш помог клубу из Уэльвы остаться в Примере, но уже в следующем сезоне подписал пятилетний контракт с «Бенфикой». 13 августа 2011 года перешёл в «Гранаду» на правах аренды.